# Игоревская икона Божией Матери
И́горевская ико́на Бо́жией Ма́тери — икона Богородицы, почитаемая чудотворной. Названа в честь великого князя Киевского Игоря Ольговича, молившегося перед иконой в последние минуты жизни и впоследствии канонизированного в лике благоверных князей и страстотерпцев.

## История иконы
Празднование иконы совпадает с празднованием перенесения мощей великого князя Игоря из Киева в Спасо-Преображенский собор в Чернигове, произошедшем 5 июня 1150 года. Позже образ был перемещён в придел апостола Иоанна Богослова в Успенском соборе Киево-Печерской лавры, где оставался до начала XX века; затем икона находилась в алтаре над жертвенником в приделе первомученика Стефана. В настоящее время местонахождение иконы неизвестно. Представление о ней можно составить по воспроизведениям в изданиях о Киево-Печерской лавре.
Иконографический тип — «Умиление» (Елеуса). Имеются списки с иконы. Икона «Богоматерь Умиление Игоревская с Деисусом и избранными святыми», относимая искусствоведами к концу XV — началу XVI веков, находится в коллекции Государственного Русского музея.
По мнению Э. К. Гусевой, самые ранние из известных списков иконы — две иконы 2-й половины XVI века (обе в Государственной Третьяковской галерее: одна происходит из собрания Павла Третьякова, другая поступила из Государственного исторического музея). Обе выполнены в Москве, возможно, во времена митрополита Макария (1542—1563), когда в его мастерских создавались повторения древних чтимых икон с точным соблюдением их иконографии и размеров.

## Святой благоверный князь Игорь Черниговский
Игорь, великий князь Черниговский и Киевский (ум. 19.09.1147), в крещении Георгий, в монашестве Гавриил, в схиме Игнатий; сын князя Черниговского Олега Святославича. За киевское княжение боролись две группы князей: Ольговичи (Олеговичи) и Мстиславичи, все — правнуки Ярослава Мудрого. Киевский князь Всеволод Ольгович своим горделивым княжением возбудил ненависть киевлян к себе и своим сродникам. По смерти Всеволода киевляне целовали крест брату его Игорю, но тут же нарушили крестное целование, призвав Мстиславичей и перейдя во время сражения на их сторону. Пленённый князь Игорь был посажен в поруб (холодный бревенчатый сруб без окон и дверей) и там опасно заболел. Перед смертью ему разрешили облечься в монашеский чин. Новопостриженный Георгий выздоровел и принял схиму с именем Игнатий. Борьбу за Киев продолжили двоюродные братья Игоря. Тогда киевское вече, решив отомстить всем Ольговичам, постановило расправиться с князем-иноком. Озверевшая толпа ворвалась во время литургии в храм, где схимник молился перед иконой Божией Матери (впоследствии названной Игоревской), убила его и надругалась над мёртвым телом. В 1150 году киевский престол занял Юрий Долгорукий, а его союзник — черниговский князь Святослав Ольгович, родной брат Игоря, торжественно перенёс мощи страстотерпца в Спасский собор Чернигова.